# Jakob Christoph Ziegler (Beamter)
Jakob Christoph Ziegler (* 17. Januar 1791 in Zürich; † 21. August 1825 in Muntok (auch Mentok) auf der indonesischen Inselgruppe Bangka-Belitung) war ein Schweizer Kaufmann, Söldner in niederländischen Diensten und Kolonialbeamter auf Sumatra.

## Leben

### Familie
Jakob Christoph Ziegler gehörte der Zürcher Bürgerfamilie Ziegler an und war das zweite Kind des Buchbinders und späteren Wirts des Restaurants Schützenhaus in Zürich, Jakob Christoph Ziegler (* 1750 in Zürich) und dessen zweiter Ehefrau Regula (* 11. Juli 1753 in Zürich; † unbekannt), die Tochter des Zuckerbäckers Hans Konrad Peter (1716–1784), die 1787 geheiratet hatten; er hatte noch fünf Halb- und vier Vollgeschwister. Mit seinen Schwestern Cleophea (* 26. Juli 1789 in Zürich; † unbekannt) und Emerentiana (* 15. Juni 1793 in Zürich; † unbekannt) sowie mit seiner Mutter blieb er zeitlebens eng verbunden.
Seine Nichte Regula Margaretha Waser (* im November 1815 in Zürich; † 19. Januar 1876 in Bern), die Tochter seiner Schwester Cleophea, war mit dem Politiker Samuel Gottlieb Hünerwadel (* 17. Mai 1808 in Zofingen; † 5. Februar 1877 in Bern), den Sohn des Theologen Samuel Gottlieb Hünerwadel (* 29. Januar 1771 in Koppigen; † 6. Dezember 1848 in Bern) verheiratet. Ihre Tochter Julia Anna Hünerwadel (* 3. April 1843 in Bern; † 1926) heiratete den Mediziner Hermann Rudolf Demme.
Seine Schwester Emerentiana heiratete 1813 den Kunstmaler Johann Jakob Wetzel (* 29. Dezember 1783 in Hirslanden; † 22. September 1834 in Richterswil).
Jakob Christoph Ziegler war seit dem 28. Juni 1812 mit Susanna Elisabetha (* 18. August 1792 in Zürich; † unbekannt), der Tochter des Hufschmieds Hans Jakob Vogel (1761–1799) verheiratet; gemeinsam hatten sie zwei Söhnen, von denen der jüngere bereits wenige Wochen nach der Geburt verstarb. Am 24. August 1815 wurde ihre Ehe geschieden, wofür seine treulose Verlassung der Ehefrau und sein bekannter liederlicher Lebenswandel im Urteil des Zürcher Ehegerichts als Gründe angeführt wurden; er wurde im Oktober 1814 wegen einer "Schwangerungsklage" vor das Ehegericht des Kantons Zürich vorgeladen. Während er Zürich verliess vertraute er seinen Sohn vermutlich seinen Schwestern an.

### Werdegang
Jakob Christoph Ziegler verbrachte seine Jugendjahre in einem Haus am Zürcher Münsterhof. Er war als Kaufmann tätig, ging aber 1814 mit seinen Geschäften in Konkurs.
Er trat 1815 in piemontesische Solddienste (siehe Schweizer Truppen in savoyischen Diensten) und stieg vom Soldaten zum Unter-Adjutanten auf und diente anschliessend als Fourier in französischem Sold (siehe Schweizer Truppen in französischen Diensten für die Königshäuser Bourbon 1814–1830 und Orléans 1830–1848) und wurde zum Sergeanten befördert. Später desertierte er und trat darauf in niederländische Dienste (siehe Schweizer Truppen in niederländischen Diensten) ein.
Von November 1820 bis Februar 1821 reiste er im Rang eines Sergeant Major an Bord eines niederländischen Militärschiffs von Ostende nach Batavia. Er fungierte in Niederländisch-Ostindien als Truppenausbilder und nahm an verschiedenen kolonialen Militäroperationen gegen lokale Herrscher teil. Nach der Eroberung der Stadt Palembang auf Sumatra wurde er 1821 unter General Hendrik Merkus de Kock als Unteroffizier für die Kontrolle des lokalen Marktes eingesetzt. 1822 verliess er diesen Posten wieder und trat als sogenannter dritter Secretaire in die niederländische Militäradministration ein; sein dortiger Vorgesetzter war der deutschstämmige Kolonialbeamte Inspektor Fritz Schulze, mit dem er sich anfreundete. 1823 wirkte er auch als Schreiber eines Ingenieurs am Wiederaufbau der Sultansfestung in Palembang mit. Er stieg in der kolonialen Gesellschaftsstruktur Sumatras immer weiter auf, wurde zum zweiten Clerc befördert und besass als kolonialer Beamter ein eigenes Haus mit mindestens drei Sklaven, die er lokal gekauft hatte.
Er verstarb kurz vor seiner Versetzung zur militärischen Hauptadministration in Batavia überraschend an einer Tropenkrankheit im sumatranischen Muntok, worüber sein Vorgesetzter Schulze die Familie in der Schweiz brieflich informierte.

### Schriftliches Wirken
Jakob Christoph Ziegler schrieb ab 1823 aus Palembang an seine Mutter sowie an seinen Schwager und seine Schwestern in Zürich. Er beschrieb den Alltag im Kontext der Kolonialadministration, seine Schiffsreise und die militärischen Eroberungskriege; er berichtete auch über lokales Essen, die Bedingungen in der Armee und die koloniale Gesellschaftsstruktur auf der niederländisch beherrschten Insel Sumatra. Seine Briefe wurden vom Generalmajor Jakob Christoph Ziegler (1768–1859), einem entfernten Verwandten, der in den Niederlanden diente, in die Schweiz weitergeschickt.

## Schriften (Auswahl)
Seine Briefe befinden sich heute im Familienarchiv der Familie Ziegler in der Zentralbibliothek Zürich.